# Guéréwol

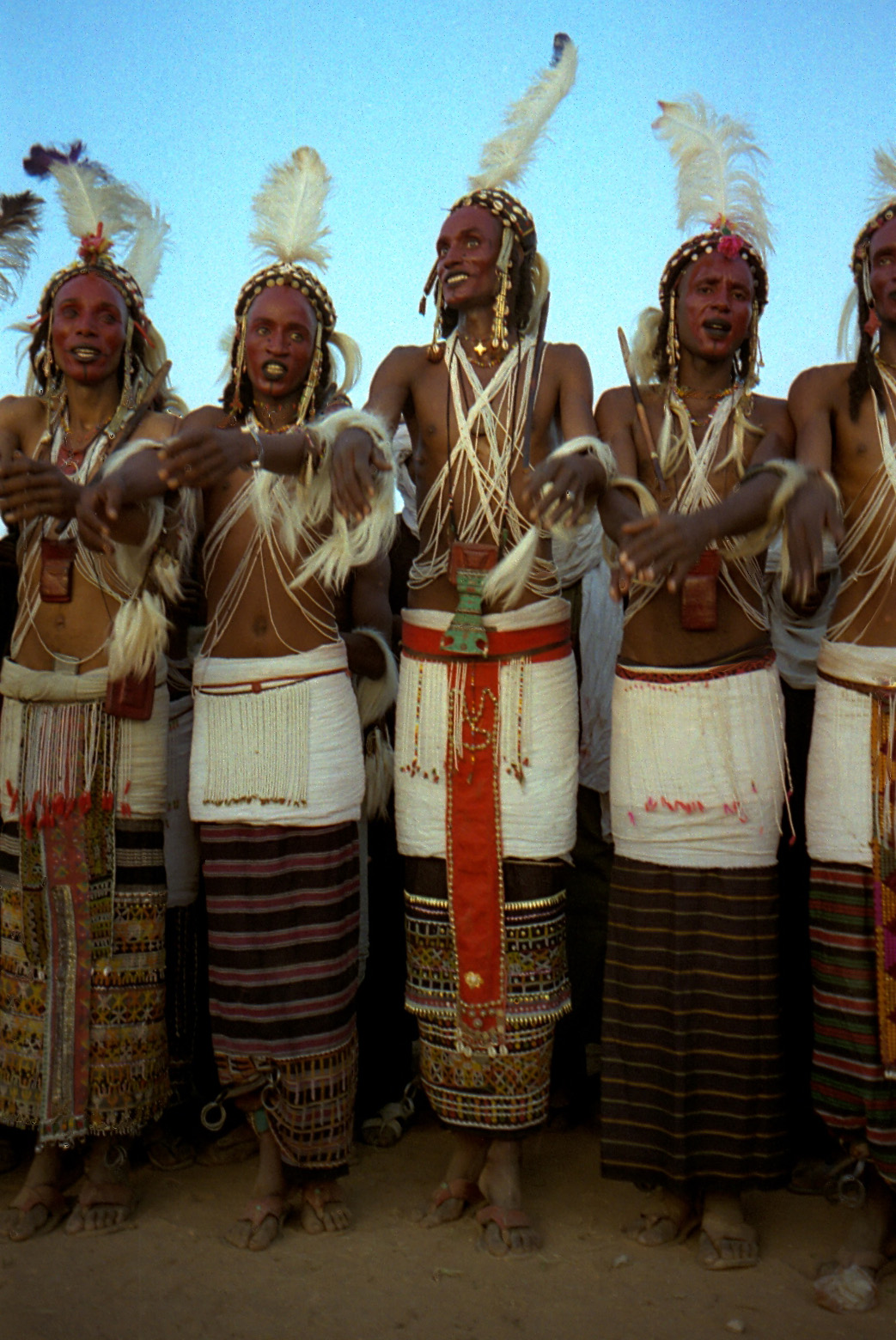
Participants à la danse Guérewol (Niger, 1997).

Le Guéréwol, parfois écrit Guérewol ou Guérowol, est un rituel nuptial (en) pratiqué par les Wodaabes du Niger. Lors de ce rituel, les jeunes hommes s'habillent, se maquillent, se peignent le visage, dansent et chantent dans le but d'attirer l'attention des jeunes femmes prêtes pour le mariage.
Le Guéréwol se déroule à la fin de l'année de chaque saison des pluies lorsque les tribus nomades traditionnelles Wodaabe se réunissent à la frontière sud du Sahara, de Niamey jusqu'au nord du Cameroun et du Nigeria. Le point de ralliement le plus connu est celui d'Ingall, dans le nord-ouest du Niger.

## Filmographie
- La danse des Wodaabe ((en) Dance with the Wodaabes), film réalisé et produit par Sandrine Loncke, 2010, 90'
- Wodaabe, la guerre en dansant ((en) Wodaabe, Dance instead of War), film écrit et réalisé par Sandrine Loncke, production Point du Jour International, 2013, 52'